# Yotsuba to!
Yotsuba to! (よつばと!) É uma série japonesa de mangá criada por Kiyohiko Azuma, o criador de Azumanga Daioh. A série está em andamento e é publicada no Japão pela ASCII Media Works, antiga MediaWorks, na revista mensal Dengeki Daioh e conta com dezesseis volumes no formato  tankōbon. Ele retrata as aventuras cotidianas de uma garotinha chamada Yotsuba enquanto ela aprende sobre o mundo ao seu redor, guiada por seu pai, seus vizinhos e seus amigos. Vários personagens em Yotsuba to! foram apresentados anteriormente em um mangá de um-tiro-só chamado "Try! Try! Try!".  A frase "Yotsuba to" significa "Yotsuba e", um fato refletido nos títulos dos capítulos, sendo a maioria no formato "Yotsuba e [algo]".
O mangá foi licenciado para distribuição em inglês pela ADV Mangá, que lançou cinco volumes, entre 2005 e 2007. A Yen Press anunciou que havia adquirido a licença Norte-Americana da série em 2009; e relançou o primeiro de cinco volumes com novas traduções, junto com o volume seis, em setembro de 2009, e continua a publicar os volumes posteriores.

## Enredo
Yotsuba to! gira em torno de Yotsuba Koiwai, uma garotinha adotada de cinco anos de idade que é energética, alegre, curiosa, esquisita e peculiar — tão esquisita e peculiar que até seu próprio pai lhe chama de estranha. Ela também é, inicialmente, ignorante a respeito de muitas coisas que uma criança da sua idade já deveria conhecer, por exemplo, campainhas, escadas rolantes, aparelhos de ar condicionado, e até mesmo balanços infantis. Esta ingenuidade é a premissa das estórias humorísticas, onde ela aprende sobre coisas do cotidiano, frequentemente interpretando-as mal.
No início da série, Yotsuba e seu pai adotivo, Yousuke Koiwai, se mudam para uma nova cidade, com a ajuda do melhor amigo de Koiwai, um homem de altura impressionante apelidado de Jumbo. Yotsuba causa uma forte impressão nas três filhas da Família Ayase: Asagi, Fuuka, e Ena - que são suas vizinhas. A maioria de suas atividades diárias e desventuras muitas vezes se originam a partir de interações com essas personagens.
A série não tem nenhuma trama contínua - o foco das estórias são as viagens diárias repletas de descobertas de Yotsuba. Muitos capítulos ocorrem em dias sucessivos, para que a série siga, quase que literalmente, a vida diária dos personagens. O tom da série pode ser resumido pelo lema, usado no título dos capítulos e páginas de publicidade: "Today is always the most enjoyable day" (いつでも今日が、いちばん楽しい日, Itsudemo kyō ga, ichiban tanoshii hi) "Hoje é sempre o dia mais agradável" ou, na tradução original, "Desfrute de tudo".  

## Desenvolvimento
Em 1998, Azuma publicou um one-shot e duas webcomics chamadas "Try! Try! Try!", em que Yotsuba, o pai dela (que não tem nome), Ena, Fuka e Asagi aparecem pela primeira vez. Embora a maioria destes personagens, incluindo a própria Yotsuba, são basicamente os mesmos dos de Yotsuba to!, Fuka tem um design diferente, demonstrando uma personalidade mais travessa.

## Mídia

### Anime
Um anime "spin-off" baseado no personagem Danbo em forma de gato intitulado Nyanbo! começou a ser exibido em 26 de setembro de 2016, como parte de um programa de "mini-animes". Este projeto não adaptou nenhuma parte de Yotsuba to!. O spin-off foi ao ar no Japão pela NHK-E e está disponível no exterior pelo Crunchyroll.
Apesar da popularidade e enorme sucesso de Azumanga Daioh, não há planos anunciados para uma adaptação em anime de Yotsuba to!. Em um post publicado em seu site, em 15 de Maio de 2008, Azuma disse que não havia planos para ele ser animado, alegando que a história e o estilo de Yotsuba to! não são adequados para uma animação. 

### Mangá
O mangá é escrito e ilustrado por Kiyohiko Azuma, e publicado pela ASCII Media Works na revista de mangá shonen mensal (destinado a adolescentes)  Dengeki daioh desde março de 2003, com a serialização em curso. Os capítulos foram coletados em dezesseis volumes tankōbon.
Em Inglês, Yotsuba to! foi originalmente licenciado pela ADV Mangá, , que publicou cinco volumes, entre 2005 e 2007, antes de abandonar a licença. A licença foi comprada pela Yen Press, que republicou os cinco primeiros volumes, juntamente com o sexto em setembro de 2009. Quinze volumes já foram lançados. além disso, a série é licenciada na França por Kurokawa, na Espanha, pela Norma Editorial, na Alemanha pela Tokyopop Alemanha, na Itália, pela Dynit, na Finlândia, pela Punainen jättiläinen, na Coréia pela Daiwon C. I., em Taiwan pela Kadokawa Mídia, no Vietnã, pela TVM Comics, e na Tailândia pela NED Comics.
Cada capítulo de Yotsuba to! se passa em um dia específico, quase sequencial de um ano que se iniciou numa quarta-feira., Acreditava-se, inicialmente, que o ano era 2003, coincidindo com a data de lançamento do mangá, mas Azuma afirmou que o mangá sempre se ambienta nos dias atuais, isso permite o aparecimento de produtos criados depois de 2003, tais como o Nintendo DS que o Sr. Ayase joga no capítulo quarenta e dois.

### Música
Dois CDs de música de Yotsuba to! foram lançados, ambos puramente instrumentais, chamados de "álbuns de imagens". A música é concebida para provocar imagens mentais dos eventos descritos pelos títulos. Ambos os álbuns foram compostos por Masaki Kurihara e performada pela Kuricorder Orquestra Pop, que também trabalharam juntos na trilha sonora de Azumanga Daioh.
- O primeiro álbum, Yotsuba&♪, lançado em abril de 2005, segue Yotsuba durante o percurso de um dia típico.[29]
- O segundo álbum, Yotsuba&♪ Música Suite (General Winter), lançado em novembro de 2006, retrata a época de inverno, incluindo as comemorações de Natal e  Ano Novo.[30]

## Recepção
Yotsuba  to! é desenhado não nas tiras verticais de quatro paineis da série anterior de Azuma, Azumanga Daioh, mas em um formato de página inteira, lhe permitindo uma maior liberdade e alcance artístico.
 O trabalho de Azuma em Yotsuba &! foi reconhecido por sua arte limpa. fundos detalhados, e rostos expressivos. Azuma também é elogiado por seu tom alegre, estórias de trecho de vida, escrita cômica, e personagens excêntricos porém realistas, especialmente a própria Yotsuba.
The Comics Reporter descreveu a série como "uma homenagem para o modo como as crianças podem ser nas idades de 2 a 5 anos"
 e um crítico no Anime News Network comparou a capacidade de Azuma de capturar "a maravilha da infância" à obra de Bill Watterson - Calvin e Hobbes. Manga: The Complete Guide o descreveu como "um mangá leve, feel good, como um interminável dia de verão." Nicholas Penedo da Animeland disse: "com Yotsuba, nos encontramos mergulhados no maravilhoso mundo da infância", chamando a edição francesa do volume oito "Um belo mangá para crianças e adultos." BD Gest elogiou a habilidade de Azuma em criar personagens secundários distintos, chamando-os de "imediatamente reconhecíveis", e dizendo que eles apimentam a estória com seus próprias trejeitos. Entretanto, Azuma, tem sido criticado por criar personagens que são "muito limpos, muito perfeitamente funcionais", pelo uso excessivo de "expressões e reações ultrajantes," e por arrastar piadas por muito tempo.
Yotsuba to! tem sido popular tanto com os leitores quanto críticos. Por exemplo, na Amazon.com.jp, o volume seis foi o terceiro quadrinho mais vendido no Japão no primeiro semestre de 2007 e o volume oito foi o segundo quadrinho mais vendido no Japão no ano de 2008. Os volumes 7 e 8 ficaram em segundo lugar nos mais vendidos na parada de quadrinhos da Tohan na semana em que foram lançados. O volume oito vendeu mais de 450.000 cópias em 2008, tornando-se um dos top 50 best-sellers de mangá da Oricon naquele ano. Os cinco primeiros volumes da tradução em inglês ficaram cada um no top 100 de venda de quadrinhos nos Estados Unidos no mês que lançaram. O volume seis da edição em inglês atingiu o 3º lugar na lista de best sellers de mangá do New York Times, ficando na lista por quatro semanas. O Volume 8 conseguiu o 2º lugar na mesma lista.
A série vendeu um total de 13 milhões de cópias em todo o mundo até 5 de dezembro de 2015, 2 milhões dos quais são publicados fora do Japão, incluindo nos EUA, França, Alemanha, Itália, Espanha, Rússia, Suécia, Finlândia, Coréia, China, Taiwan, Indonésia, Tailândia e Vietnã.

### Prêmios e reconhecimentos
Yotsuba to! recebeu um Excellence Award for Manga (Prémio de Excelência em Mangá) em 2006 no Japan Media Arts Festival, onde a citação do júri elogiou os personagens vívidos e a atmosfera suave. Em 2008 Yotsuba to! foi nomeado para o 12º Osamu Tezuka Culture Awards e para o Eisner Award na categoria de "Melhor Publicação para Crianças", mas não ganhou, e foi vice-campeão no primeiro prêmio anual Manga Taisho. Em 2016, Yotsuba to! ganhou o Grande Prêmio no 20º Osamu Tezuka Culture Award, compartilhando-o com Hanagami Sharaku. A tradução para o inglês foi listada como uma das 20 melhores histórias em quadrinhos de 2005 pela Publishers Weekly, uma das melhores histórias em quadrinhos de 2006 pela equipe do The Comics Jornal, e uma das melhores graphic novels para adolescentes em 2008, pela YALSA. O Volume Um foi nomeado Livro do Mês na edição de junho de 2005 da revista Newtype EUA.
Houve uma exposição de arte de Yotsuba to! na Galery of Fantastic Art, em Tóquio, entre 2 a 17 de dezembro de 2006. No artigo principal da edição de Maio de 2009 da revista de design Japonesa Idea foi realizado um estudo sobre Yotsuba to!, com foco no design da publicação, no layout interior, e como edições traduzidas foram tratadas.